# تپه آلبالو
تپه آلبالو مربوط به هزاره اول (پیش از میلاد) است و در شهرستان تکاب، بخش مرکزی، دهستان ساروق، روستای قره عمر واقع شده و این اثر در تاریخ ۳۰ دی ۱۳۸۵ با شمارهٔ ثبت ۱۶۷۸۱ به‌عنوان یکی از آثار ملی ایران به ثبت رسیده است.